# Spartiniphaga inops
Spartiniphaga inops là một loài bướm đêm trong họ Noctuidae.